# Stirling Lions
Der Stirling Lions Soccer Club (kurz Stirling Lions) ist ein Fußballverein aus Stirling, einem Vorort der westaustralischen Hauptstadt Perth.

## Geschichte
Der Verein wurde 1958 von mazedonischen Einwanderern als Macedonia Soccer Club gegründet. Nach einer zwischenzeitlichen Auflösung 1967 und der Wiedergründung 1969 spielte man schließlich, mittlerweile als West Perth Macedonia, 1980 erstmals in der höchsten Liga auf Bundesstaatsebene. In den Jahren 1983 bis 1985 gewann der Klub drei Mal in Folge die Staatsmeisterschaft von Western Australia, 1987 folgte der vierte Titel. Zuvor hatte man sich 1986 in Stirling Macedonia umbenannt und bezog das bis heute genutzte Stadion Macedonia Park. In den Jahren 1994 und 1995 folgten zwei weitere Staatsmeisterschaften. 1998 erfolgte die Umbenennung in Stirling Lions. Im Jahr 2014 qualifizierte man sich als Vize-Pokalsieger für die Erstaustragung des FFA Cups, scheiterte dort aber in der ersten Runde mit 0:4 am amtierenden australischen Meister Brisbane Roar.

## Erfolge
- Staatsmeisterschaft von Western Australia: 1983, 1984, 1985, 1987, 1994, 1995
- Pokalsieger von Western Australia: 1980, 1992, 1996, 2006, 2007, 2010